# Джиро д’Италия 1931
19-й выпуск Джиро д’Италия — трёхнедельной шоссейной велогонки по дорогам Италии. Гонка проводилась с 10 по 30 мая 1931 года. Победу одержал итальянский велогонщик Франческо Камуссо.
На Джиро-1931 организатор и спонсор гонки La Gazzetta dello Sport учредила майку розового цвета для отличия лидера общего зачёта гонки от других гонщиков.

## Участники
На старт гонки в Милане вышли 109 гонщиков, с которых до финиша соревнования доехали 65. Гонщики могли участвовать в гранд-туре в составе команды или индивидуально. Участие в гонке приняли 7 профессиональных велокоманд: Bianchi-Pirelli, Ganna-Dunlop, Gloria-Hutchinson, Legnano-Hutchinson, Maino-Clément, Touring-Pirelli и Olympia-Spiga.
Пелотон состоял в основном из итальянцев. Участие в гонке приняли три бывших чемпиона Корса Роза: четырёхкратный победитель Джиро Альфредо Бинда, а также Гаэтано Беллони и Луиджи Маркизио, которые побеждали по одному разу. Среди других известных гонщиков, которые стартовали на гонке, были итальянцы Леарко Гуэрра и Доменико Пьемонтези, грядущий двукратный победитель Тур де Франс француз Антонин Манье и будущий чемпион мира бельгиец Жан Артс.

## Маршрут
Гонка состояла из 12 этапов, общей протяженностью 3012 километров.
| Этап | Дата   | Маршрут                     | type      | Длина (км) | Победитель        | Лидер генеральной классификации |
| ---- | ------ | --------------------------- | --------- | ---------- | ----------------- | ------------------------------- |
| 1    | 10 май | Милан – Мантуя              | равнинный | 206        | Леарко Гуэрра     | Леарко Гуэрра                   |
| 2    | 11 май | Мантуя – Равенна            | равнинный | 216        | Леарко Гуэрра     | Леарко Гуэрра                   |
| 3    | 13 май | Равенна – Мачерата          | горный    | 288        | Альфредо Бинда    | Альфредо Бинда                  |
| 4    | 15 май | Мачерата – Пескара          | горный    | 234        | Альфредо Бинда    | Альфредо Бинда                  |
| 5    | 17 май | Пескара – Неаполь           | горный    | 282        | Микеле Мара       | Альфредо Бинда                  |
| 6    | 19 май | Неаполь – Рим               | равнинный | 256        | Этторе Меини      | Микеле Мара                     |
| 7    | 21 май | Рим – Перуджа               | горный    | 247        | Леарко Гуэрра     | Луиджи Маркизио                 |
| 8    | 23 май | Перуджа – Монтекатини-Терме | равнинный | 246        | Леарко Гуэрра     | Леарко Гуэрра                   |
| 9    | 25 май | Монтекатини-Терме – Генуя   | горный    | 248        | Микеле Мара       | Луиджи Маркизио                 |
| 10   | 27 май | Генуя – Кунео               | горный    | 263        | Луиджи Джиакоббе  | Луиджи Джиакоббе                |
| 11   | 29 май | Кунео – Турин               | горный    | 252        | Франческо Камуссо | Франческо Камуссо               |
| 12   | 31 май | Турин – Милан               | горный    | 263        | Амброджо Морелли  | Франческо Камуссо               |

## Ход гонки

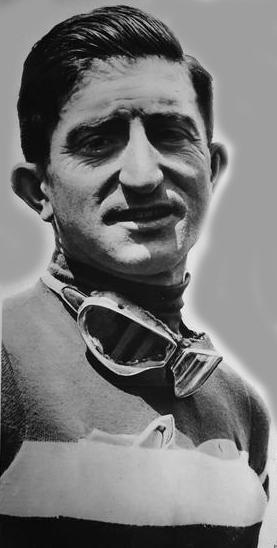
Победитель гонки «Джиро д’Италия 1931» Франческо Камуссо в 1937 году

Первый этап, который финишировавший в его родном городе Мантуе, выиграл Леарко Гуэрра, став первым в истории гонки обладателем «розовой майки». День спустя, он повторил свой успех в Равенне. На третьем этапе, из-за проблем с кишечником, он проиграл 6 минут и потерял первую позицию в общем зачёте.
Вернувшийся на Джиро Альфредо Бинда, выиграл третий и четвёртый этапы, одев розовую майку лидера. Остался он в ней и после финиша пятого этапа, победителем которого стал Микеле Мара.
На этапе «Неаполь – Рим» в генеральной классификации произошли значительные изменения: результаты гонщиков «одиночек» начали подсчитывать отдельно от тех, кто выступал в команде, и, победителем этапа оказался «гонщик-одиночка» — Этторе Меини. После этого этапа, обладатель «розовой майки» Бинда сошел после падения в окрестностях ипподрома Вилла Глори из-за сильной боли в спине. Лидерство перешло к Микелю Маре, а затем и к прошлогоднему победителю Луиджи Маркизио.
Гуэрра выиграл в Перуджи и Монтекатини, но на этапе с финишом в Генуе он упал и сошёл из-за травмы.
Последние этапы были ознаменованы борьбой между Луиджи Маркизио, Луиджи Джиакоббе и Франческо Камуссо. Джаккоби победил в Кунео и надел майку лидера Джиро. На следующий день победителем этапа и новым лидером стал Маркизио. День спустя, Камуссо на длительном спуске в Сестриере ушёл в одиночный отрыв, он один проехал около 100 км, выиграл этап и возглавил гонку. Последний этап «Турин – Милан» не повлиял на лидерство 23-летнего Камуссо, завоевавшего главную победу в своей карьере.

## Итоговое положение
| \| Генеральная классификация \| Генеральная классификация \| Генеральная классификация \| Генеральная классификация \| Генеральная классификация \| \| Гонщик \| Гонщик \| Команда \| Время \| \| \| ------------------------- \| ------------------------- \| ------------------------- \| ------------------------- \| ------------------------- \| \| 1-й \| Франческо Камуссо \| \| 102ч 40' 46 \| \| \| 2-й \| Луиджи Джиакоббе \| \| + 2' 47 \| \| \| 3-й \| Луиджи Маркизио \| \| + 6' 15 \| \| \| 4-й \| Аристиде Каваллини \| \| + 10' 15 \| \| \| 5-й \| Этторе Бальмамьон \| \| + 12' 15 \| \| \| 6-й \| Augusto Zanzi \| \| + 12' 16 \| \| \| 7-й \| Антонио Пезенти \| \| + 16' 59 \| \| \| 8-й \| Амброджо Морелли \| \| + 27' 05 \| \| \| 9-й \| Феличе Гремо \| \| + 32' 25 \| \| \| 10-й \| Эудженио Джестри \| \| + 32' 25 \| \| |                    |         |             |
| |                    |         |             |
| |                    |         |             |
| Генеральная классификация |                    |         |             |
| Гонщик | Гонщик             | Команда | Время       |
| 1-й | Франческо Камуссо  |         | 102ч 40' 46 |
| 2-й | Луиджи Джиакоббе   |         | + 2' 47     |
| 3-й | Луиджи Маркизио    |         | + 6' 15     |
| 4-й | Аристиде Каваллини |         | + 10' 15    |
| 5-й | Этторе Бальмамьон  |         | + 12' 15    |
| 6-й | Augusto Zanzi      |         | + 12' 16    |
| 7-й | Антонио Пезенти    |         | + 16' 59    |
| 8-й | Амброджо Морелли   |         | + 27' 05    |
| 9-й | Феличе Гремо       |         | + 32' 25    |
| 10-й | Эудженио Джестри   |         | + 32' 25    |